# Winterlingen
Winterlingen est une commune de Bade-Wurtemberg (Allemagne), située dans l'arrondissement de Zollernalb, dans la région Neckar-Alb, dans le district de Tübingen.

## Histoire
Le 1er janvier 1975 Benzingen, Blättringen et Harthausen auf der Scher ont été absorbés par la commune.